# Retrocitomyia mizuguchiana
Retrocitomyia mizuguchiana är en tvåvingeart som beskrevs av Tibana och Xerez 1985. Retrocitomyia mizuguchiana ingår i släktet Retrocitomyia och familjen köttflugor. Inga underarter finns listade i Catalogue of Life.